# Национален фестивал на полската песен в Ополе
Национа̀лният фестива̀л на по̀лската пѐсен в Опо̀ле (на полски: Krajowy Festiwal Piosenki Polskiej w Opolu), накратко НФПП (KFPP), е музикален фестивал, провеждан в град Ополе, Полша всяка година от 1963 г. насам (с изключение на 1982 г., когато е отменен поради военното положение в Полша).
Пронежда се обикновено през юни. Фестивалът през 1986 г. е по изключение през юли, а тези през 2010, 2017 и 2020 г. са през септември.
От момента на създаването си е най-значимият фестивал на полската песен. Друго значимо събитие е и Фестивалът в Сопот.
До 2005 г. се провежда в продължение на три дни (петък, събота и неделя), през 2011 и 2012 г. – два дни (петък и събота). От 2013 до 2015 г. се връща към тридневната програма, а през 2016 г. се удължава с един допълнителен ден (понеделник), организиран от канала TVP Kultura и посветен на независимите артисти.
Всеки ден се провежда концерт, отговарящ на определена категория. През годините някои концерти престават да се състоят, но тези, които присъстват най-често, са този за представяне на нови песни („Премиери“) и този за нови изпълнители („Дебюти“).
Фестивалът има заглавна мелодия, композирана от Богуслав Климчук и която се използва както при откриването му, така и при началото на всеки концерт.

## История
Фестивалът е създаден през 1963 г. по инициатива на журналистите и редактори на 3 програма на Полското радио Матеуш Швенчицки и Йежи Григолюнас, както и от тогавашния кмет на Ополе – Карол Мушол – в отговор на консерватизма в Полското радио. Целите на създаването му са четири:
- да се даде гласност на новите полски артисти;
- да се даде гласност на повече и различни стилове, които не се излъчват по радиото;
- пряка среща на новите песни с публиката;
- промяна на репертоарната политика на музикалните радио редакции.

Първото му издание се състои от 19 до 23 юни 1963 г. в новоизградения за целта Амфитеатър на хилядолетието четири месеца след приемането на идеята за построяването му. В петнайсет концерта вземат участие 102 изпълнители. След церемонията по връчването на наградите писателят Йежи Валдорф изнася реч:
| „            | Трябва да кажа като музикант и като критик, че отдавна не съм имал възможността да бъда с публика, която да реагира на музиката така точно, така подходящо, с такъв вкус и с такава култура като Ополе. […] Всеки град си има някакво свое прозвище, което обикновено се добавя към самото му име. Бих искал Ополе да има прозвището „Ополе – столица на полската песен“. | “ |
| Йежи Валдорф | |   |

От 1964 г. главни организатори на фестивала са Комитетът „Полско радио и телевизия“ и Сдружението на приятелите на Ополе, а главните концерти (извън тези в амфитеатъра) се провеждат в Музикалното училище и в театъра „Ян Кохановски“, както и в различни клубни зали из града.

## Награди
Към 2021 г. главните награди на фестивала са следните:

### „Каролинка“ – награда на името на Анна Янтар
Присъжда се от жури за първо място в конкурса „Дебюти“. Носители на наградата са:
- 1983 – Малгожата Сури-Скшипец
- 1984 – Малгожата Панецка
- 1985 – Мечислав Шчешняк
- 1986 – „Транс Фу-Фу“
- 1987 – „Опърейтинг Къндишънс“
- 1988 – Ева Отремба
- 1989 – Анна Наперска
- 1990 – Катажина Скшинецка
- 1991 – Кристина Станко
- 1992 – Пьотър и Павел
- 1993 – Марчин Данец
- 1994 – Юстина Стечковска
- 1995 – Виолета Бжежинска
- 1996 – Аркадиуш Каницки
- 1997 – Доминика Курджел
- 1998 – Карина Калчинска
- 1999 – „Шедем“
- 2000 – „Грейфрут“
- 2001 – Кая Пасхалска
- 2002 – „Брача“ и „Жандарм“
- 2003 – Мажена Кожонек
- 2004 – „Милкшоп“
- 2005 – Нана
- 2006 – Ярецки
- 2007 – Анна Юзефина Любенецка
- 2008 – Йежи Гжехник
- 2009 – Наталия Краковяк
- 2010 – Юлиуш Ник
- 2011 – Марчин Худжински
- 2012 – Йоанна Кондрат
- 2013 – Наталия Шикора
- 2014 – Матеуш Жулко
- 2015 – Юстина Панфилевич и Мариуш Вавжинчик
- 2016 – Дария Замялов
- 2017 – МОА
- 2018 – „Гърлс он Файър“
- 2019 – Саргис Давтян
- 2020 – Камил Чешел

### Голяма награда на фестивала
Присъжда се от 1997 г. от председателя на Полската телевизия на заслужили изпълнители, текстописци, композитори – обикновено за цялостно творчество. Носители на наградата са:
- 1997 – Катажина Гертнер
- 1998 – Франчишек Валицки
- 1999 – „Перфект“
- 2000 – „Будка Суфлера“
- 2001 – Ришард Ринковски
- 2002 – Йежи Матушкевич
- 2003 – Мариля Родович
- 2004 – „Будка Суфлера“
- 2005 – „Маанам“
- 2006 – Марек Грехута
- 2008 – Войчех Млинарски
- 2009 – „Скалдове“
- 2010 – Зенон Лясковик
- 2011 – Станислав Сойка
- 2012 – Йежи Дерфел
- 2013 – вместо традиционната Голяма награда се присъжда Икона на фестивала – награда на председателя на Полската телевизия за звезди, свързани с фестивала от години – най-бележитите лица на фестивала са наградени от Полската телевизия и град Ополе; наградите получават вокалисти, музиканти, композитори, текстописци – около 100 души общо.
- 2014 – Едита Геперт
- 2015 – Магда Умер
- 2016 – Михал Шпак

### „Суперйединка“
Наградата „Суперйединка“ се присъжда на фестивала от 2000 до 2016 г. за различни категории (най-добър вокалист, най-добра вокалистка, най-добра група, най-добра песен, най-добър поп албум и други).